# Survivor Series 1997
Survivor Series 1997 was een pay-per-viewevenement in het professioneel worstelen dat georganiseerd werd door de World Wrestling Federation (WWF). Het was de 11e editie van het sinds 1987 jaarlijks terugkerende evenement Survivor Series en vond plaats in het Molson Centre te Montreal op 9 november 1997. Deze editie is vooralsnog de enige die werd gehouden in Canada.

## Belangrijkste verhaallijnen
Deze editie van Survivor Series omvatte uitzonderlijk vier traditionele 4-on-4 Survivor Series-wedstrijden. In twee daarvan zwoeren telkens twee leden van een worstelgroep samen tegen twee andere duo's. The Legion of Doom (Road Warrior Hawk en Road Warrior Animal) kreeg versterking van Ken Shamrock en Ahmed Johnson betreffende hun Survivor Series-wedstrijd tegen een voltallige Nation of Domination.
Tijdens het vorige evenement, Badd Blood: In Your House, won WWF European Champion Shawn Michaels de allereerste Hell in a Cell-wedstrijd van The Undertaker. Dat gebeurde toen Glenn Jacobs in het slot van de wedstrijd debuteerde als 'Kane', en als zodanig brutaal ageerde opdat The Undertaker geen aanspraak meer kon maken op de overwinning. The Undertakers manager en chaperon Paul Bearer sprak voordien over Kane als de onbekende halfbroer van The Undertaker, wat die laatste eerst weigerde te geloven. 
Ten gevolge van Jacobs' debuut als 'Kane' werd niet The Undertaker maar Shawn Michaels de nieuwe uitdager van WWF World Heavyweight Champion Bret Hart. De deining veroorzaakte een zekere spanning tussen The Undertaker en Kane. De twee zouden elkaar de rest van het jaar blijven tarten, waarna een aanzienlijk deel van hun latere carrière zich rond deze verhaallijn zou baseren. De duistere Kane trad in zijn eerste officiële wedstrijd aan tegen "Mankind" Mick Foley.
Als voortzetting van de tweespalt die ontstond vlak voor SummerSlam in augustus 1997, verdedigde Owen Hart zijn WWF Intercontinental Heavyweight Championship tegen Stone Cold Steve Austin. De vete tussen Hart en Austin liep verder uit de hand toen Hart - weliswaar onvrijwillig - bijna Austins nek had gebroken bij het evenement SummerSlam. Austin vierde bij Survivor Series zijn rentree. Owens broer Bret Hart kreeg via 'Badd Blood: In Your House' met Shawn Michaels een nieuwe uitdager toegewezen voor zijn WWF World Heavyweight Championship. Bret Hart en zijn groep The Hart Foundation provoceerden in aanloop naar Survivor Series voortdurend zowel Michaels als diens D-Generation X-teamgenoot Hunter Hearst Helmsley. Michaels treiterde Hart dan weer middenin een duel met Helmsley tijdens een aflevering van RAW is WAR.

## Titelwedstrijd tussen Bret Hart en Shawn Michaels
De 11de editie van Survivor Series eindigde overwegend in mineur en het main event ging de geschiedenis in als de meest beruchte ooit. De langverwachte ontmoeting tussen Bret Hart en Shawn Michaels, waarin Harts kampioenschap op het spel stond, kende een controversiële uitkomst. De wedstrijd is notoir in de professioneel worstelwereld omdat de vooraf bepaalde winnaar - namelijk Bret Hart - finaal niet zegevierde vanwege een actie van hogerhand. Hart sloot een week voor Survivor Series een veelbesproken overeenkomst met de concurrerende worstelpromotie World Championship Wrestling (WCW), maar het contract zou pas in december 1997 een aanvang nemen. 
Het oorspronkelijke einde van de wedstrijd, een diskwalificatie en het behoud van de titel door Hart, werd doelbewust verdraaid. Als dusdanig veroverde Michaels het WWF World Heavyweight Championship via submission, hoewel Hart niet opgaf en feitelijk niet verloor. Een woedende Hart wilde achteraf niks meer met de WWF te maken hebben en stapte linea recta op. Dit incident staat bekend onder de naam 'Montreal Screwjob'.

## Resultaten
| Nr.                                                                                  | Match | Winnaar(s)                                       |
| ------------------------------------------------------------------------------------ | --- | ------------------------------------------------ |
| 1                                                                                    | The Godwinns (Henry O. Godwinn en Phineas I. Godwinn) & The New Age Outlaws (Billy Gunn en Road Dogg) vs. The Headbangers (Mosh en Trasher) & The New Blackjacks (Blackjack Bradshaw en Blackjack Windham) in een 4-on-4 Survivor Series-wedstrijd | The Godwinns & The New Age Outlaws               |
| 2                                                                                    | The Disciples of Apocalypse (8-Ball, Skull, Crush en Chainz) vs. The Truth Commission (The Interrogator, Bull "Recon" Buchanan, The Jackyl en Sniper) in een 4-on-4 Survivor Series-wedstrijd                                                      | The Truth Commission                             |
| 3                                                                                    | Team Canada (Jim Neidhart, Davey Boy "The British Bulldog" Smith, Doug Furnas en Phil Lafon) vs. Team USA (Marc Mero, Steve Blackman, Goldust en Big Van Vader) in een 4-on-4 Survivor Series-wedstrijd                                            | Team Canada                                      |
| 4                                                                                    | Mankind vs. Kane in een een-op-eenwedstrijd | Kane                                             |
| 5                                                                                    | The Nation of Domination (Faarooq Asaad, Dwayne "Rocky Maivia" Johnson, Kama Mustafa en D'Lo Brown) vs. The Legion of Doom (Hawk en Animal), Ken Shamrock & Ahmed Johnson in een 4-on-4 Survivor Series-wedstrijd                                  | The Legion of Doom, Ken Shamrock & Ahmed Johnson |
| 6                                                                                    | Owen Hart (c) (met Davey Boy "The British Bulldog" Smith, Jim Neidhart, Doug Furnas & Phil Lafon) vs. Stone Cold Steve Austin in een een-op-eenwedstrijd voor het WWF Intercontinental Heavyweight Championship                                    | Stone Cold Steve Austin (nc)                     |
| 7                                                                                    | Bret Hart (c) vs. Shawn Michaels in een een-op-eenwedstrijd voor het WWF World Heavyweight Championship | Shawn Michaels (nc)                              |
| (c) huidige kampioen voor en na de wedstrijd \| (nc) nieuwe kampioen na de wedstrijd | |                                                  |